# Phylloporia minutispora
Phylloporia minutispora är en svampart som beskrevs av Ipulet & Ryvarden 2005. Phylloporia minutispora ingår i släktet Phylloporia och familjen Hymenochaetaceae.   Inga underarter finns listade i Catalogue of Life.